# Tom Paquet
Tom Paquet (født 28. juni 2002 i Thionville) er en cykelrytter fra Luxembourg, der senest kørte for Leopard TOGT Pro Cycling.